# Résonances
Pour les articles homonymes, voir résonance (homonymie).
Résonances est une émission de télévision québécoise diffusée depuis le 28 septembre 2020 sur la chaîne Savoir média. Elle est animée par l'autrice-compositrice-interprète, metteuse en scène et actrice québécoise Ines Talbi.

## Synopsis
Ines Talbi revisite, dans la série, quelques-uns des discours les plus marquants de l'histoire québécoise. Ces prises de parole, illustrées par des documents d'archives, sont interprétées par des comédiens et analysées par des chercheurs et spécialistes provenant de plusieurs milieux. Ce faisant, la série expose les rapports de la population québécoise avec des sujets comme la liberté d'expression, la langue française, la prostitution et l'immigration.

## Épisodes
Chaque épisode de la série met en lumière trois prises de parole publiques, au prisme d'une thématique choisie.
- Le premier épisode, consacré à la liberté d'expression, se penche sur Avant le combat d'Henri Bourassa[6], premier éditorial écrit pour le journal Le Devoir publié en janvier 1910. Il s'intéresse également au manifeste du Refus global, de même qu'au silence de l'humoriste Mike Ward au Gala Les Olivier en 2016.
- Le deuxième épisode traite de la langue française. Il analyse le poème de Michèle Lalonde Speak White (1968), le discours de remerciement de Michel Tremblay lors de sa réception de la distinction de l'Ordre des francophones d'Amérique, de même que le discours de Camille Laurin lors de l'adoption de la loi 101.
- Le troisième épisode parle d'immigration. Il aborde Le Péril de l'immigration (un éditorial d'Henri Bourassa[7] dans Le Devoir en juillet 1913), le texte Nigger Black d'Yvon Deschamps (1972) et le discours de l'imam Hassan Guillet lors des funérailles des victimes de l'attentat de la grande mosquée de Québec en 2017.
- Le quatrième épisode, sur l'autochtonie, se penche sur le discours d'un chef micmac au nom inconnu (fin du XVIIe siècle), sur la prise de parole d'Honoré Mercier six jours avant la pendaison de Louis Riel (1885), ainsi que sur les excuses de François Legault à la suite du rapport Viens (2019).
- Le cinquième épisode est consacré à l'environnement. Il s'intéresse à des textes de Pierre Dansereau, des Cowboys Fringants et de Dominic Champagne.
- Le sixième épisode s'intéresse à la prostitution. Il analyse des textes de Pax Plante et de Nelly Arcand, de même qu'un manifeste écrit par un collectif de femmes à la suite des concertations des luttes contre l’exploitation sexuelle.
- Le septième épisode aborde le thème de la guerre à partir d'un éditorial d'Henri Bourassa (1917), d'une chanson de Paul Gury (1914) et d'un discours de Bernard Landry (2013).